# Richard Viot
Pour les articles homonymes, voir Viot.
Richard Viot est un footballeur professionnel français né le 16 juin 1971 au Mans. Il évoluait au poste de défenseur ou de milieu de terrain.
Il a disputé plus de 80 matchs dans le Championnat de Ligue 2 au cours de sa carrière.

## Carrière
Richard Viot commence sa carrière de footballeur au sein du MUC 72, le club de sa ville natale. Il dispute son premier match professionnel lors de la saison 1988-1989. 
En 1995, Richard Viot rejoint les rangs amateurs dans le club de Villefranche-sur-Saône. La saison suivante, il revient en Sarthe, au Racing Club Fléchois, où il met un terme à sa carrière de footballeur.